# سوزان أيكمن
سوزان أيكمن (بالسويدية: Susanne Ekman)‏ هي متزحلقة سويدية، ولدت في 4 ديسمبر 1978.

## وصلات خارجية
- سوزان أيكمن على موقع أوليمبيديا (الإنجليزية)
- سوزان أيكمن على موقع اللجنة الأولمبية السويدية (السويدية)